# Gávea
Cet article concerne le quartier. Pour la montagne, voir Pedra da Gávea.
Gávea est un quartier de la zone sud de la ville de Rio de Janeiro au Brésil, situé entre le Morro Dois Irmãos et la Lagune Rodrigo de Freitas. Le niveau social du quartier est l'un des plus élevés de la ville. Le commerce local est le plus cher et le plus sophistiqué de Rio. Il est entouré des quartiers São Conrado, Alto da Boa Vista, Leblon, Lagoa, Jardim Botânico, Vidigal et Rocinha.
On y trouve la zone de protection naturelle municipale du Parque da Cidade.